# La Casemate blindée

La Casemate blindée (en allemand : Das Panzergewölbe) est un film muet allemand réalisé par Lupu Pick et sorti en 1926.

## Fiche technique
- Pays : Allemagne  République de Weimar

## Distribution
- Ernst Reicher
- Johannes Riemann
- Mary Nolan
- Heinrich George
- Julius E. Herrmann :
- Aud Egede-Nissen